# Женщины, преображающие Индию
Награда «Женщины, преображающие Индию» — ежегодный индийский конкурс, поддерживаемый Организацией Объединённых Наций, веб-сайтом правительства Индии MyGov и NITI Aayog (Национальным институтом преобразования Индии). Конкурс чествует «исключительных предпринимательниц, которые разбивают стеклянный потолок и бросают вызов стереотипам».
Первые награды были вручены в 2016 году. Предварительный анонс гласил, что шорт-лист из 10 имён будет выставлен на общественное голосование на MyGov, чтобы определить трёх победительниц, но на практике из почти 1000 претенденток для опроса на сайте был размещён шорт-лист из 25 человек, список из 12 лидеров голосования был разделён на шесть победительниц и шесть призёров.
В 2017 году было выбрано 12 победителей из примерно 3000 участниц, а в 2018 году 15 победительниц были выбраны из более чем 2500 заявок.
Среди получивших награду — Карнам Маллешвари, Ловлина Боргохаин, Симранжит Каур Батт, Шаини Уилсон, Киран Беди, Лакшми Пури, Ила Арун.